# Селщек
Селщек (словен. Selšček) — поселення в общині Церкниця, Регіон Нотрансько-крашка, Словенія. Висота над рівнем моря: 642,3 м.